# Словения на летних Олимпийских играх 2004
Словения принимала участие в Летних Олимпийских играх 2004 года в Афинах (Греция) в четвёртый раз за свою историю, и завоевала одну серебряную и три бронзовые медали. Сборную страны представляли 23 женщины.

## 02!Серебро
- Гребля, мужчины — Изток Чоп и Лука Шпик.

## 03!Бронза
- Парусный спорт, мужчины — Василий Жбогар.
- Дзюдо, женщины — Уршка Жолнир.
- Лёгкая атлетика, женщины, 800 метров — Йоланда Чеплак.

## Результаты соревнований

### Академическая гребля
В следующий раунд из каждого заезда проходили несколько лучших экипажей (в зависимости от дисциплины). В финал A выходили 6 сильнейших экипажей, остальные разыгрывали места в утешительных финалах B-E.
Мужчины
| Соревнование  | Спортсмены                 | Предварительный заезд | Предварительный заезд | Предварительный заезд | Отборочный заезд | Отборочный заезд | Отборочный заезд | Полуфинал       | Полуфинал       | Полуфинал       | Финал   | Финал   | Итоговое место |
| Соревнование  | Спортсмены                 | Заезд                 | Время                 | Место                 | Заезд            | Время            | Место            | Заезд           | Время           | Место           | Время   | Место   | Итоговое место |
| ------------- | -------------------------- | --------------------- | --------------------- | --------------------- | ---------------- | ---------------- | ---------------- | --------------- | --------------- | --------------- | ------- | ------- | -------------- |
| одиночки      | Давор Мизерит              | 2                     | 7:24,60               | 3                     | 4                | 7:01,31          | 1 Q              | Полуфинал A/B/C | Полуфинал A/B/C | Полуфинал A/B/C | Финал B | Финал B | 9              |
| одиночки      | Давор Мизерит              | 2                     | 7:24,60               | 3                     | 4                | 7:01,31          | 1 Q              | 1               | 7:04,07         | 3               | 6:55,64 | 3       | 9              |
| двойки        | Матия Павшич Андрей Грабар | 1                     | 7:05,36               | 5                     | 1                | 6:30,89          | 3 Q              | 2               | 6:46,12         | 5               | Финал B | Финал B | 9              |
| двойки        | Матия Павшич Андрей Грабар | 1                     | 7:05,36               | 5                     | 1                | 6:30,89          | 3 Q              | 2               | 6:46,12         | 5               | 6:27,11 | 3       | 9              |
| двойки парные | Лука Шпик Изток Чоп        | 3                     | 6:45,26               | 1 Q                   | не участвовали   | не участвовали   | не участвовали   | 2               | 6:11,96         | 1 QA            | Финал A | Финал A | 2              |
| двойки парные | Лука Шпик Изток Чоп        | 3                     | 6:45,26               | 1 Q                   | не участвовали   | не участвовали   | не участвовали   | 2               | 6:11,96         | 1 QA            | 6:31,72 | 2       | 2              |

### Плавание
В следующий раунд на каждой дистанции проходили лучшие спортсмены по времени, независимо от места, занятого в своём заплыве.
Мужчины
| Спортсмен        | Соревнование        | Предварительные заплывы | Предварительные заплывы | Полуфиналы | Полуфиналы | Финал     | Финал     |
| Спортсмен        | Соревнование        | Результат               | Место                   | Результат  | Место      | Результат | Место     |
| ---------------- | ------------------- | ----------------------- | ----------------------- | ---------- | ---------- | --------- | --------- |
| Боян Здешар      | 400 м вольный стиль | 3:59,38                 | 31                      |            |            | Не прошёл | Не прошёл |
| Марко Миленкович | 400 м комплекс      | 4:30,99                 | 31                      |            |            | Не прошёл | Не прошёл |

Женщины
| Спортсменка | Соревнование   | Предварительные заплывы | Предварительные заплывы | Полуфиналы | Полуфиналы | Финал     | Финал     |
| Спортсменка | Соревнование   | Результат               | Место                   | Результат  | Место      | Результат | Место     |
| ----------- | -------------- | ----------------------- | ----------------------- | ---------- | ---------- | --------- | --------- |
| Аня Клинар  | 400 м комплекс | 4:46,66                 | 13                      |            |            | Не прошла | Не прошла |